# Münchner Schotterebene

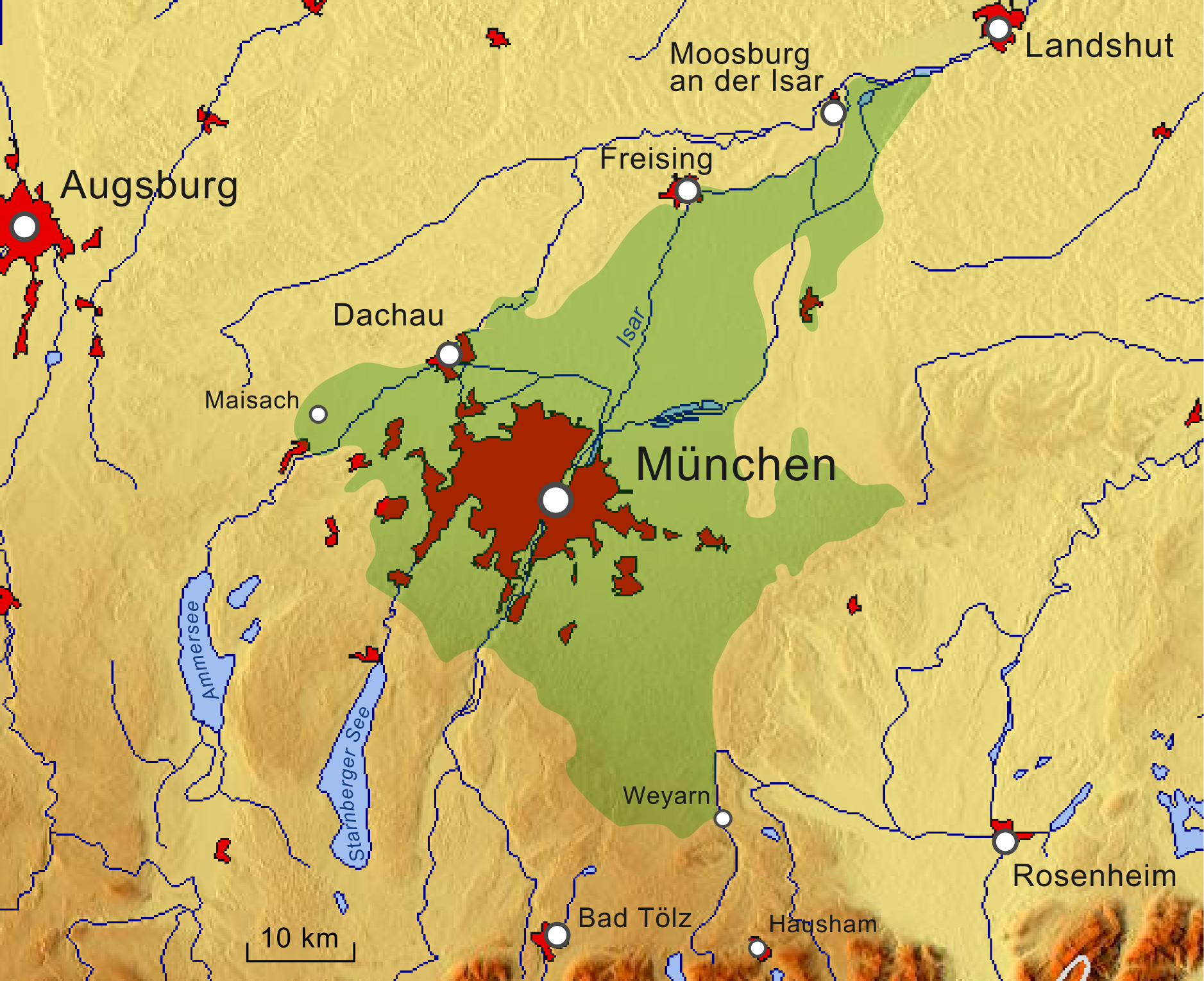
Münchner Schotterebene in Grün auf einer Reliefkarte

Die Münchner Schotterebene ist ein über mehrere Eiszeiten entstandener Sander in Oberbayern. Im Vergleich zu anderen eiszeitlichen Sandern mit kurzen, steilen Übergangskegeln und dem Verlauf durch schmale Täler im Alpenvorland zeichnet sie sich durch ihre sehr weiträumige Ausdehnung aus.

## Lage
Die Münchner Schotterebene bildet ein etwa 1.500 km² großes Dreieck. Die ungefähren Eckpunkte sind Weyarn (zwischen Miesbach und Holzkirchen) im Südosten, Moosburg an der Isar im Nordosten und Maisach im Westen. Auch die namensgebende Stadt München und fast der gesamte umgebende Landkreis liegen in der flachen Schotterebene, weshalb die Stadt im Gegensatz zu den sie umgebenden Landkreisen im Norden, Süden und Westen eine sehr gering profilierte Topografie aufweist. Die Ebene fällt nach Nordosten von anfangs rund 700 m über dem Meeresspiegel auf ca. 400 m ab; dies hat entscheidend zur Bildung der großen Dachauer Niedermoore, des Freisinger Mooses und des Erdinger Mooses beigetragen. Die größte Schichtdicke der Schotter beträgt rund 100 m im Münchner Süden; sie nimmt nach Norden ebenfalls ab.

## Entstehung
Die Entstehungszeit erstreckt sich über drei Eiszeiten, die sich noch heute in der Schichtung ausmachen lassen. Die aus den Zentralalpen gespeisten Gletscher, die bis fast nach München reichten, transportierten neben Wasser auch große Mengen an Boden und Gestein ins Alpenvorland. Beim Abschmelzen der Gletscher zu Beginn der Warmzeiten wurden diese Schotter- und Wassermassen freigesetzt und nach Norden gespült, wo sie sich vor allem in der Münchner Schotterebene ablagerten. So finden sich in der untersten Schicht verfestigte Ablagerungen aus der Mindel-Kaltzeit, darüber liegt Schotter aus der Riß-Kaltzeit, der schließlich durch die jüngste Schicht, das Geröll aus der Würm-Kaltzeit, abgelöst wird. Dazwischen liegen Lehmschichten, die aus der jeweiligen Zwischeneiszeit stammen und die zwischenzeitlichen Humusansammlungen repräsentieren. Die eiszeitlichen Schotter liegen den grundwasserstauenden Sedimenten der oberen Süßwassermolasse auf, die gebildet wurde, als Abtragungsschutt aus den jungen Alpen vor 50-2,6 Mio. Jahren (Tertiär) das durch die Überschiebung der Kontinentalplatten gebildete Molassebecken auffüllte. Diese Schichten werden lokal als Flinz (Flinzsande, Flinzmergel) bezeichnet.
Die Aufschotterung, die im Gegensatz zum Einschneiden vieler Alpenvorlandflüsse und damit einhergehender Terrassenbildung steht, wurde unter anderem durch die Hebung der Landshuter Schwelle bedingt.

## Gewässer
Durch den Osten der heutigen Münchner Schotterebene floss einst die Ur-Mangfall noch während der Eiszeit, bevor sie hinter einer würmeiszeitlichen Moräne liegen blieb und nach Osten zum Inn abgelenkt wurde. Zeugnis des ehemaligen Flusslaufes ist das Grub-Harthausener Trockental.
Heute ist die Isar das wichtigste Gewässer der Münchner Schotterebene. Sie teilt die Ebene von Südwest nach Nordost in zwei ungefähr gleiche Hälften. Die Würm fließt, aus dem Landkreis Starnberg kommend, durch den Westen der Münchner Schotterebene. Ein weiteres natürliches Fließgewässer ist der Hachinger Bach, von dem oft behauptet wird, er sei das einzige Fließgewässer, das in der Münchner Schotterebene entspringt. Das trifft jedoch auch auf den Gröbenbach und dessen Zuflüsse zu, die hauptsächlich in der Aubinger Lohe liegen.

## Grundwassersituation
Im Südteil ist die Kiesschicht der grundwasserreichen Münchner Schotterebene sehr mächtig. Die oberste Grundwasserschicht ist an der Messstelle Haar-Eglfing mehr als 13 m unter Grund, in Kirchheim sind es um die 5 m und am Nordrand der Münchner Schotterebene ist es weniger als 1 m. Der Grundwasserstand war früher noch höher; so war das Erdinger Moos, das nördlich der Gemeinden Aschheim, Kirchheim und Pliening beginnt, einst ein Quellmoor, wo das Grundwasser zu Tage trat. Die Randgemeinden wurden bei starken Niederschlägen im Norden überschwemmt. Dies wurde durch den Abfanggraben, der in den frühen 1920er-Jahren gebaut wurde, beseitigt, allerdings sank dadurch das Grundwasser deutlich ab, so dass in den genannten Gemeinden neue Brunnen gegraben werden mussten.
Die Mächtigkeit der Kiesschicht im Süden der Münchner Schotterebene machte es für die sich dort im frühen Mittelalter ansiedelnden Menschen nicht sehr einfach, an das Grundwasser heranzukommen, was aber notwendig war, da es keine Oberflächengewässer gab. Um die dortigen Brunnen siedelten sich Menschen an, und die Orte wurden nach den Eigentümern der Brunnen benannt, so etwa in Putzbrunn (einst Puzzoprunnin nach einem Puzzo), Grasbrunn (Gramasprunnin nach einem Gramas oder Graman) oder Siegertsbrunn (frühe Namensnennungen Sigihartasprunnin nach einem Sigihart).

## Wirtschaftliche Bedeutung
Der nahe unter der Oberfläche liegende Kies lädt zum Abbau ein; so gibt es gegenwärtig (2019) unter anderem noch bei Planegg, in Grasbrunn und bei Aschheim mehrere Kieswerke. Ehemalige Kiesgruben sind auch der Heimstettener See, der bis 1937 von der Reichsbahn genutzt wurde, der Feringasee, dessen Kies beim Bau der A 99 Verwendung fand, der Böhmerweiher, der bei den Bauarbeiten der A 8 entstand, die Dreiseenplatte mit Lerchenauer See, Fasanerie-See und Feldmochinger See im Münchner Stadtbezirk Feldmoching-Hasenbergl, die durch Kiesentnahme für Bauarbeiten in den 1930er-Jahren entstanden, und schließlich die Langwieder Seenplatte im Westen von München. Zu der Langwieder Seenplatte gehören der Langwieder See, der in den 1930er Jahren Kies für den Autobahnbau der A 8 lieferte, der Birkensee, aus dem 1938 Kies für eine Bahnlinie entnommen wurde, und der Lußsee, aus dem 1995 bis 2000 Kies für den Bau der Eschenrieder Spange, eines Teilstücks der A 99, gewonnen wurde. Die landwirtschaftliche Nutzung findet heute mit ca. 100 landwirtschaftlichen Vollerwerbsbetrieben v. a. im Münchner Grüngürtel statt.
Auch im westlichen und nördlichen Landkreis von Erding wird Kies abgebaut, zwischen Erding, Eitting und Berglern. Der Kronthaler Weiher entstand ab 1965 und ist mit 22 Hektar der flächenmäßig größte Baggersee des Landkreises.

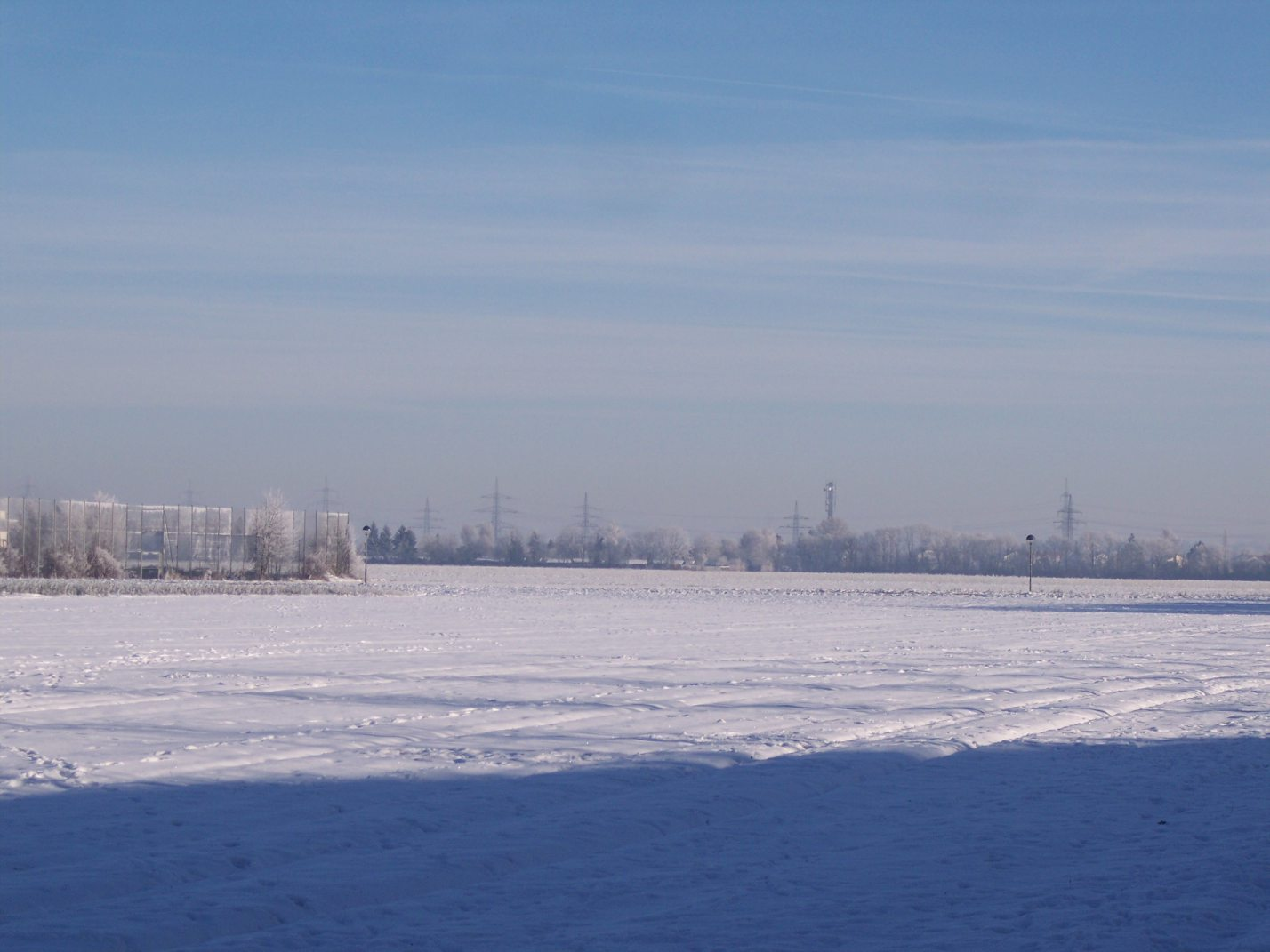
Die Schotterebene ist eben und fällt nur leicht nach Norden ab
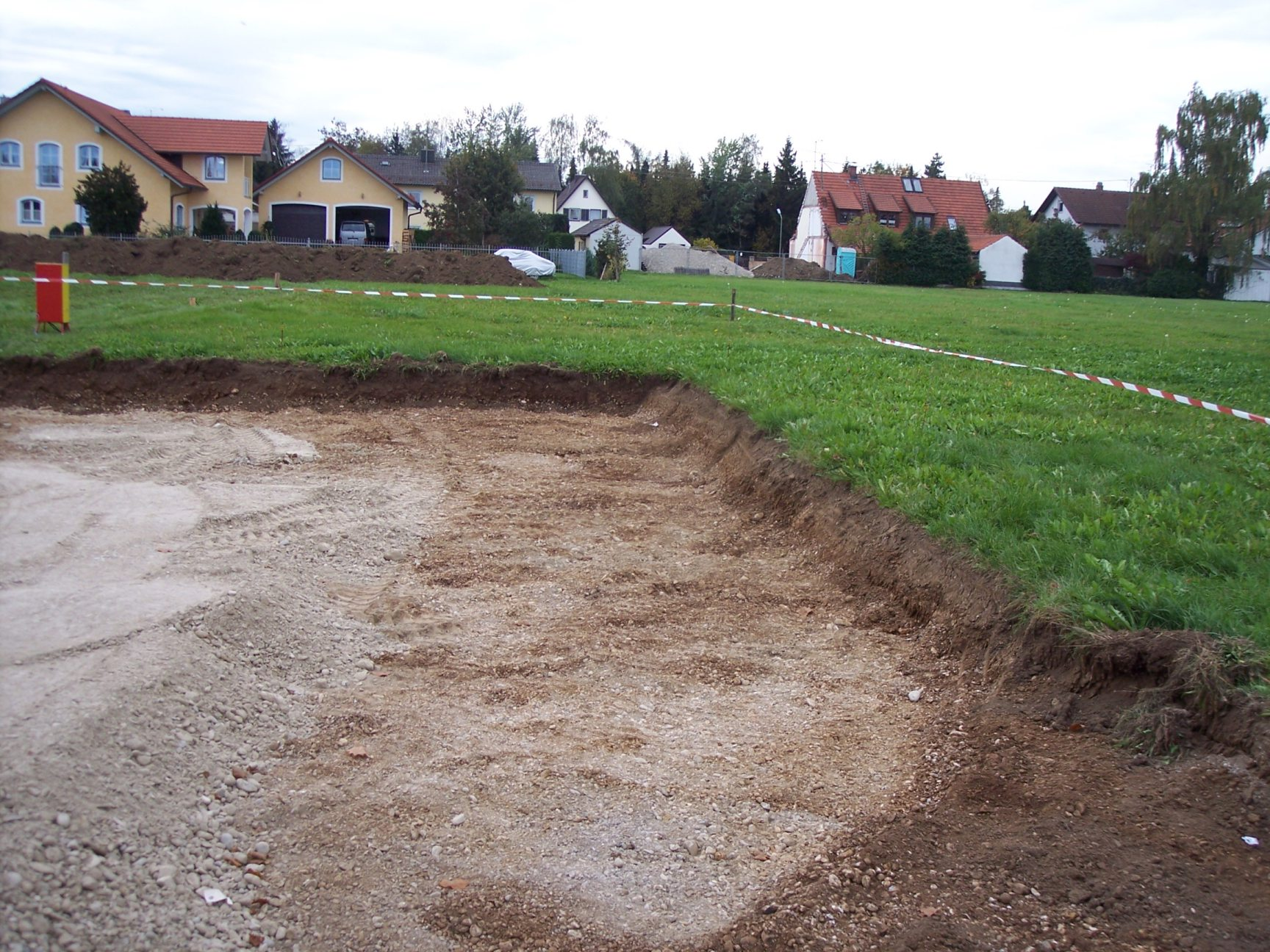
Die Humusdecke ist ca. 40 cm dick
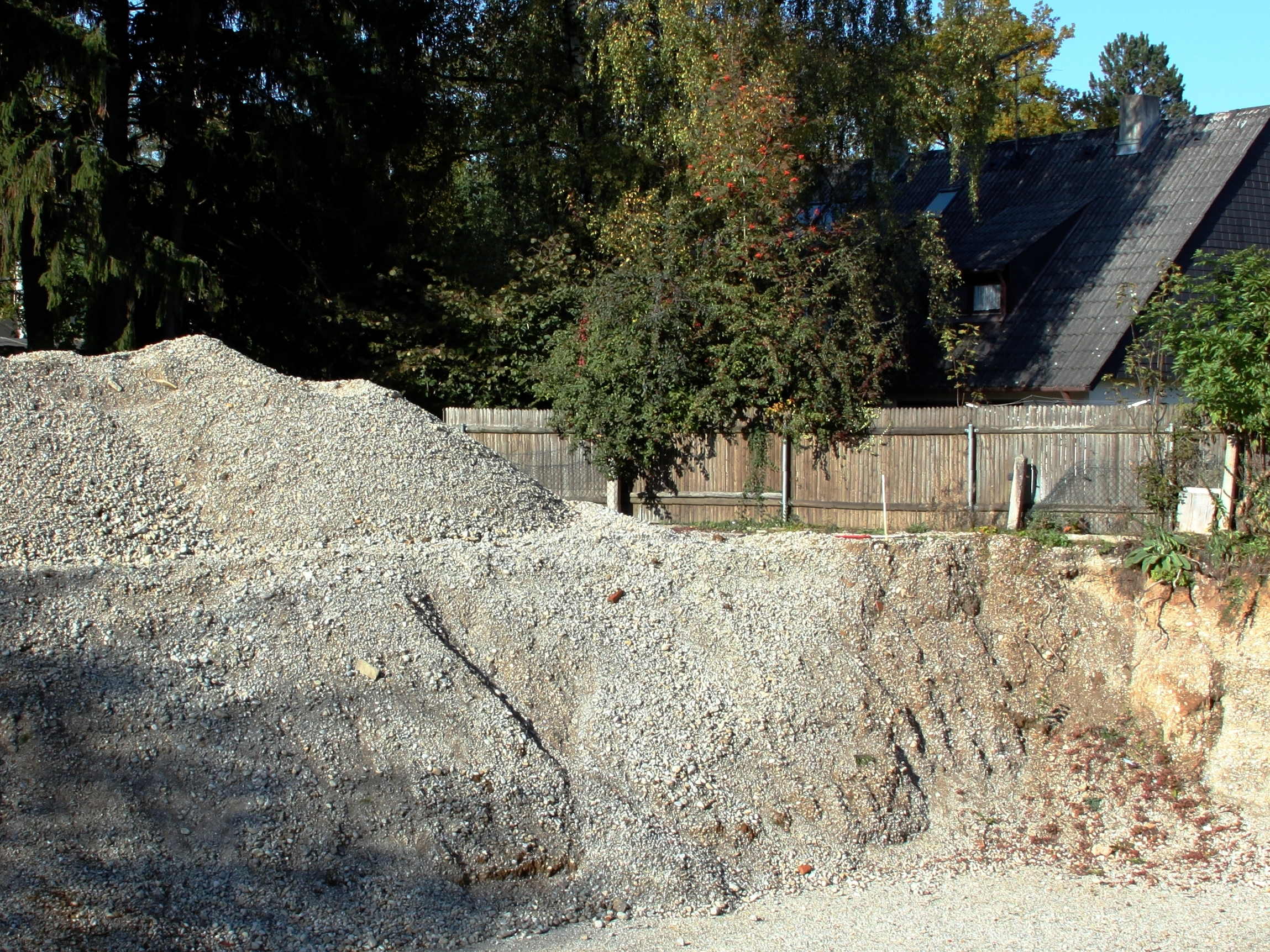
Humus auf Schotter
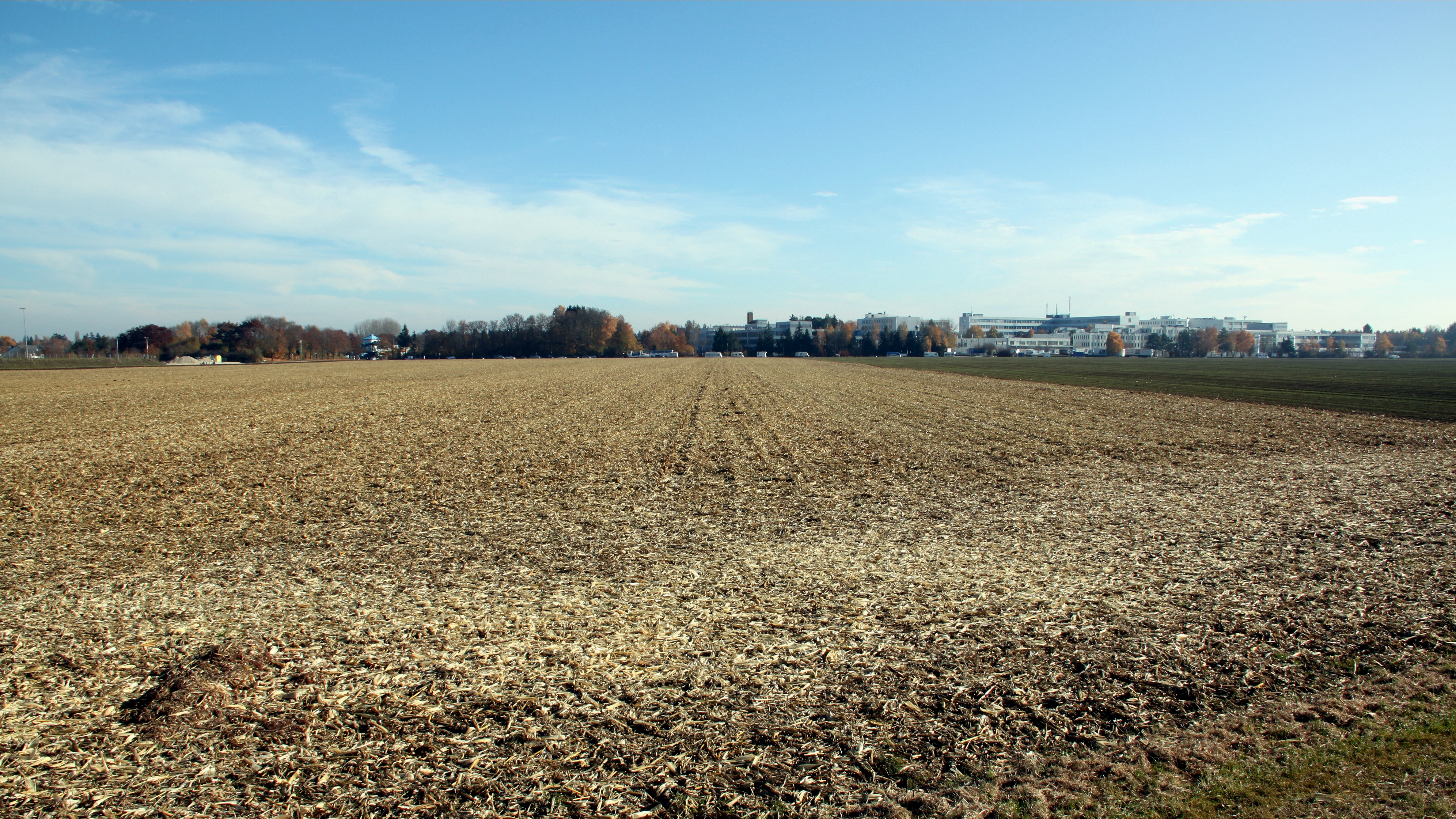
Acker bei Ottobrunn
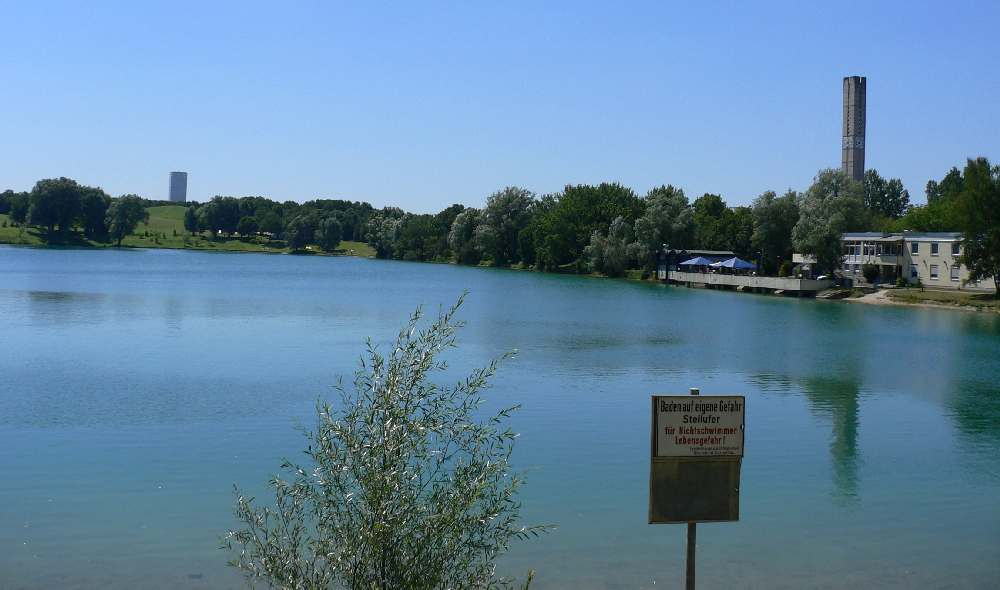
Lerchenauer See
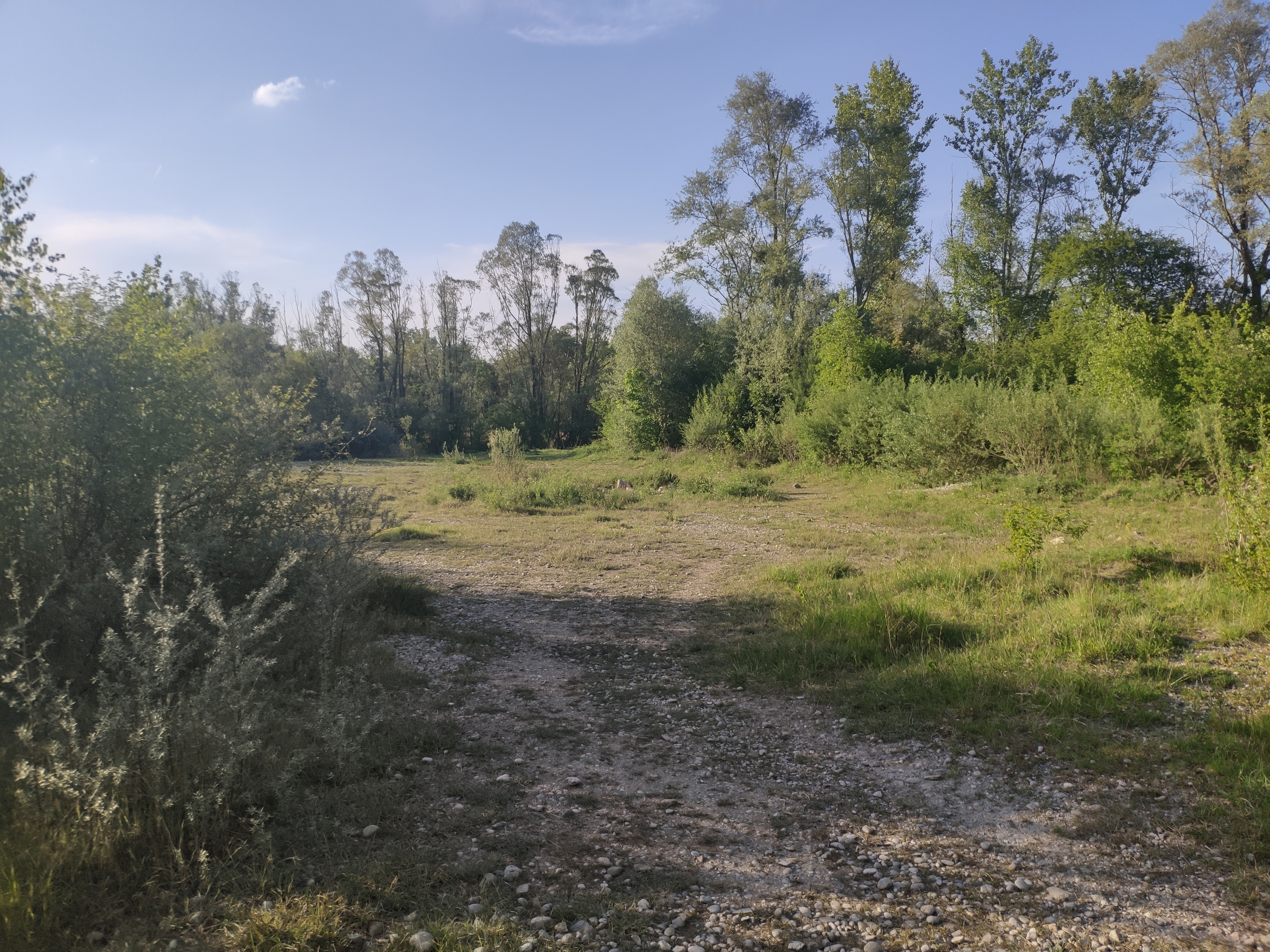
Allacher Lohe